# مرصد البرلمان اليمني
مشروع مرصد البرلمان  الذي ينفذه المركز اليمني لقياس الرأي العام بتمويل من الاتحاد الأوروبي (الأداة الأوروبية للديمقراطية وحقوق الإنسان (EIDHR) للمرحلة الأولى وبتمويل ذاتي لما بعدها هو عبارة عن موقع إلكتروني يرصد مجمل أنشطة وأعمال مجلس النواب ـ في فترة المشروع وما بعدها ـ وقناة تواصل بين الناخبين وممثليهم في البرلمان ونافذة لآرائهم وتقييمهم للأداء النيابي ليشكل في مجمله رأي عام علي النواب تبنيه تحت قبة البرلمان وفي أنشطتهم الرقابية والتشريعية، كما أنه عبارة عن فعاليات استقصائية لآراء الناخبين حول مجمل القضايا التي تهم الحياة النيابية وحرية الرأي والتعبير والحقوق السياسية للمرأة وحرية الصحافة.
ويعني المشروع بتدريب النواب والصحفيين والمجتمع المدني ليكونوا أداة ضغط على البرلمان بما يعزز من دوره في المجتمع ويلبي آمال وطموحات الناخبين المرجوة من السلطة التشريعية.
ويشكل المشروع مرجعية معرفية لكافة المواطنين والمهتمين والمراقبين للشأن اليمني حول البرلمان والنواب وبيانات التواصل معهم واللجان البرلمانية العاملة وما أصدره المجلس منذ إنشاءه من قوانين وتشريعات وقرارات حتى الآن، ويقدم الموقع خدمة إخبارية تفصيلية للزوار حول ما يدور تحت قبة البرلمان.
ويتولى المركز حالياً تمويل المشروع منذ انتهاء المرحلة الأولى في مايو 2011م والثانية من يونيو نفس العام إلى الوقت الحالي.